# 四苯基氟硼酸锑
四苯基氟硼酸锑是一种化合物，化学式为(C6H5)4SbBF4。它可由四氟硼酸二苯基碘和三苯基锑反应得到；它也能在五苯基锑和四氟硼酸重氮苯（或三氟化硼乙醚络合物）的反应中生成。